# Immeln
Immeln er en sø i Östra Göinge, Kristianstads, Osby  og Olofströms kommuner i Skåne og Blekinge, Sverige. Søens areal er cirka 24 km². Immeln er Skånes tredje største sø. Maksimaldybden er 28 m. Immeln har sit udløb i nordøst gennem "Edre ström" hvor afvandningen kan styres.
Immeln er fattig på næringsstof og strandene er rige på sten og skov.
Gennem søen går en kanorute, der passerer søerne Filkesjön, Raslången og Halen. Der er kanoudlejning i byen Immeln og i Olofström. Ved Immeln ligger byerne Immeln, Breanäs, Mjönäs.